# Sedat Bayrak
Sedat Bayrak (* 10. April 1981 in Trabzon) ist ein türkischer ehemaliger Fußballspieler.

## Karriere

### Verein
Bayrak machte sein Profidebüt im Trikot von Trabzonspor. Nach seiner ersten Saison als Profi ging er auf Leihbasis zu Erzurumspor. 
Für Erzurum kam Sedat viermal zum Einsatz und erzielte ein Tor. Nachdem Trabzonspor mit ihm nicht mehr geplant hatte, wechselte Bayrak zu Akçaabat Sebatspor. Dort spielte er drei Jahre und kam auf 102 Spiele und machte in dieser Zeit drei Tore. 
Durch die vielen Einsätze sammelte er Erfahrung und wechselte in die Hauptstadt zu MKE Ankaragücü. Bei den Gelb-Blauen war als Stammspieler gesetzt und spielte 55 von 68 Saisonspielen. Trotz der viele Einsätze wechselte Bayrak zu Sivasspor. In seiner ersten Saison für Sivasspor spielte er 15 Mal.
Nachdem sein Einjahresvertrag mit Orduspor zum Sommer 2012 ausgelaufen war, verließ er diesen Verein und ging zum Erstliganeuling Elazığspor. Ausschlaggebend für den Wechsel war, dass Bayrak bereits bei Sivasspor mit dem Trainer von Elazığspor, Bülent Uygun, zusammengearbeitet hatte.
Bereits nach einer Saison verließ Bayrak Elazığspor und wechselte innerhalb der Liga zu Gençlerbirliği Ankara. Für diesen Klub spielte Bayrak die nächsten zwei Spielzeiten. Für seine letzte Saison war er nochmals bei MKE Ankaragücü aktiv.

### Nationalmannschaft
Bayrak absolvierte in seiner Karriere zwei Länderspiele für die zweite Garde der Türkischen Nationalmannschaft. Außerdem wurde er im November 2007 im Rahmen eines Qualifikationsspiels gegen die Tschechische Nationalmannschaft eingesetzt.
Seine erste Nominierung für die erste Garde erfolgte am 1. März 2006 gegen die Bosnisch-herzegowinische Nationalmannschaft, er kam jedoch während dieser Begegnung nicht zum Einsatz.

## Erfolge
Mit Akçaabat Sebatspor
- Dritter der TFF 1. Lig und Aufstieg in die Süper Lig: 2002/03

Mit Sivasspor
- Tabellenvierter der Süper Lig: 2007/08
- Türkischer Vizemeister: 2008/09